# 水城せとな
水城 せとな（みずしろ せとな、1971年10月23日 - ）は、日本の漫画家。女性。血液型はA型。

## 来歴
1992年、第31回小学館新人コミック大賞に入選。翌年、『プチコミック』（小学館）4月号掲載の『冬が、終わろうとしていた。』でデビュー。当時のペンネームは「水鳴さやか（みずなり・さやか）」。
以後、『別冊少女コミック』（小学館）、『月刊プリンセス』（秋田書店）、『月刊フラワーズ』（小学館）、『Cocohana』（集英社）など女性向け漫画雑誌を中心に活動。2000年頃まではビブロス、芳文社のボーイズラブ誌にも作品を発表していた。代表作に『放課後保健室』、『失恋ショコラティエ』、『脳内ポイズンベリー』など。
『失恋ショコラティエ』など近年の作品は男性読者も多いことで知られる。
- 2004年、『月刊プリンセス』7月号より『放課後保健室』を連載開始[注 2]。
- 2008年、『月刊フラワーズ』増刊『凛花』3号より『失恋ショコラティエ』を連載開始（後に『月刊フラワーズ』本誌へ移動）。『放課後保健室』がアメリカ合衆国の12歳から18歳までのティーン世代の読書活動を支援するヤングアダルト図書館サービス協会により、ティーン世代に向けたお薦めグラフィック・ノベルのベスト10に選ばれる。
- 2012年、『失恋ショコラティエ』で『第36回講談社漫画賞』少女部門を受賞。
- 2014年、月刊美容誌『VoCE』3月号（講談社）より『柘榴姫社交倶楽部』（絵：樋上公実子）と名付けた作品で、中学時代からの念願だった絵本に挑戦する為に自ら企画書を作成し、水城初の文章表現による連載が開始され[7]、全12話を翌・2015年4月に単行本として出版[8]。刊行記念にサイン会・トークライブ並びに囲み取材も行われた[9]。
『仮面ライダー鎧武/ガイム』に駆紋戒斗役で出演した小林豊が歌う『恋するスイーツレシピ』シリーズの作詞を担当。
- 2016年、『イブニング』14号（7月12日号、講談社）より『世界で一番、俺が◯◯』を連載開始[10][11]。
- 2020年、『月刊フラワーズ』6月号（小学館）より『黒薔薇アリス D.C.al fine』を連載開始[12]。

## 作品リスト

### 小学館から刊行された作品
- 小学館/フラワーコミックス
  - 100万ドルの女（短編2作含む）
  - ふたりのために世界はあるの。
  - そこは眠りの森
  - 少女人形-水城せとなコレクション1-（短編集）
  - オートマチック・エンジェル（全2巻）
  - アレグロ・アジタート（全2巻）
  - TWINS-水城せとなコレクション2-（短編集）
  - ダイアモンド・ヘッド（全5巻）
  - メゾン・ド・ビューティーズ（全3巻）
- 小学館/モバフラ フラワーコミックスα
  - 恭一&今ヶ瀬シリーズ
    - 窮鼠はチーズの夢を見る（1巻、新装版、本編の中身はジュディーコミックスと同じ）
    - 俎上（そじょう）の鯉は二度跳ねる（1巻、モバフラ配信の2 - 4話/全話収録）
- 小学館/ジュディーコミックス
  - 窮鼠はチーズの夢を見る（1巻、恭一&今ヶ瀬シリーズ1作目）
- 小学館/フラワーコミックスα
  - 失恋ショコラティエ（全9巻）
  - 黒薔薇アリス（新装版）（全6巻）
  - 黒薔薇アリス D.C.al fine（既刊4巻）
- 小学館/フラワーコミックススペシャル
  - 水城せとな The Best Selection（全1巻、単行本未収録だった「ストレイシープ」他、「最後の晩餐」「そこは眠りの森」収録）
- 小学館/小学館文庫
  - 100万ドルの女
  - 少女人形
  - オートマチック・エンジェル（全2巻）
  - アレグロ・アジタート
  - ダイアモンド・ヘッド（全3巻）
  - メゾン・ド・ビューティーズ（全2巻）

### 小学館以外の出版社から刊行された作品
- 秋田書店/プリンセスコミックス
  - 彼女達のエクス・デイ（全2巻）
  - S〈エス〉（全3巻）
  - 放課後保健室（全10巻）
  - 黒薔薇アリス（全6巻）
- 秋田書店/秋田文庫
  - 放課後保健室（全5巻）
- 集英社/クイーンズコミックス
  - 脳内ポイズンベリー（全5巻）
- 講談社/イブニングコミックス
  - 世界で一番、俺が◯◯（既刊8巻 以下続刊）

- 講談社/KCデラックス
  - 柘榴姫社交倶楽部（絵：樋上公実子）
- ビブロス/Be×Boyコミックス
  - 彼岸過迄（※絶版）
  - スリィピングビューティ（※絶版）
  - ヴァイオリニスト（全2巻 ※絶版）
  - 同棲愛（全11巻 ※絶版、新装版全8巻）
- 青磁ビブロス/Zeroコミックス
  - ミスターマーメイド（※絶版）
- 芳文社/花音コミックス
  - いつか好きだと言って（※絶版）
  - 1999年七の月〜上海（全4巻 ※絶版、文庫全2巻）
- 大都社/ダイトコミックス
  - 植物図鑑-水城せとな作品集-（短編集 ※絶版）

### 単行本未収録
- 狗月神社（『月刊フラワーズ』2016年8月号[13]）
- 狗月神社II（『増刊flowers』2022年冬号[14]）
- 狗月神社III（『増刊flowers』2024年冬号[15]、2025年春号[16]） - 前後編[15][16]

### アンソロジーコミック
- 少女漫画家さんちの猫（小学館/ショート猫漫画も収録 ※絶版）
- 幻想奇譚〜ミステリ＆ファンタジー〜（小学館）

## 映像化作品

### テレビドラマ
- 失恋ショコラティエ（2014年1月13日 - 3月24日、フジテレビ系）

### 映画
- 脳内ポイズンベリー（2015年5月9日公開、東宝）
- 窮鼠はチーズの夢を見る（2020年9月11日公開、ファントム・フィルム）

## ドラマCD
- 同棲愛
- 放課後保健室
- 窮鼠はチーズの夢を見る
- 俎上の鯉は二度跳ねる ドラマCD
- 俎上の鯉は二度跳ねる ドラマCD 後編
- 黒薔薇アリス
- 失恋ショコラティエ　ドラマCD Vol.1・2

## テレビ出演
- 王様のブランチ（TBS、2010年12月11日）
- めざましテレビ「ミドリgaマドグチ」コーナー（フジテレビ、2013年9月13日[17]）
- ナカイの窓 人気マンガ家SP（日本テレビ、2016年10月19日[18]）
- 違いのわかる夜　どっぷりチョコレート（NHK BSプレミアム、2019年2月9日）

## 著名なファン
- サンキュータツオ（お笑いコンビ米粒写経、トークユニットアニメ会所属）
  - 絶版作品も含めた全作品を集めている。水城せとな研究家を自称している程の大ファン